# Gambo (République centrafricaine)
Pour les articles homonymes, voir Gambo.
Gambo est une ville de République centrafricaine située dans la préfecture de Mbomou dont elle constitue, sous la forme de l'entité Gambo-Ouango, l'une des quatre sous-préfectures.

## Géographie
Située à l’ouest de la préfecture du Mbomou, la commune est limitrophe de la préfecture de Basse-Kotto.
| Siriki         | Bakouma | Sayo-Niakari |
| Kembé          | Gambo   | Ouango       |
| Kotto-Oubangui | Ngandou |              |

## Villages
La commune est constituée de 43 villages en zone rurale recensés en 2003 : Adoum Tarcaffe, Akondo, Amani, Babala, Baboudou, Baguini, Balama, Balingui, Baloudou, Bamboyo, Bandakpa, Bao, Baoule-Basso, Bissango, Gambo-Sambia, Gandakototi, Glyky, Guiangba, Guido-Kette, Kaouma, Kenga, Kikindi-Bao, Lambraye, Lipia, Mabo, Mango, Mbalapa, Mbango, Mbongui, Mbringa, Ndebo, Ndounga, Ngbati, Ngoro, Pombolo, Pombolomadina, Samanzai, Sikou, Socada, Vouloube, Yengue, Yetizo, Zoko.

## Éducation
La commune compte 7 écoles en 2015 : Sous-préfectorale de Gambo, Bao, Mabo, Samanzai, Ndebo, Yengue et Pombolo.

## Société
La localité est le siège de la paroisse catholique Saint Bernard de Gambo fondée en 1953, elle dépend du diocèse de Bangassou.

## Politique
La Sous-préfecture de Gambo constitue une circonscription électorale législative depuis 1993.
| Date d'élection | Identité                       | Parti       |
| --------------- | ------------------------------ | ----------- |
| 1993            | Étienne-Cymossi Kezza Koyangbo | ADP         |
| 1998            | Étienne-Cymossi Kezza Koyangbo | ADP         |
| 2005            | Étienne-Cymossi Kezza Koyangbo | ADP         |
| 2011            | Socrate Cédric Bozizé          | KNK         |
| 2016            | Michel Kpingo                  | indépendant |